# Beaurepaire (Ardennes)
Pour les articles homonymes, voir Beaurepaire.
Beaurepaire est une localité d'Olizy-Primat une ancienne commune française, située dans le département des Ardennes en région Grand Est.

## Toponymie
Sens du toponyme : « le bel abri », « le beau séjour ».

## Histoire
La commune est rattachée à la commune d'Olizy en 1807. La commune d'Olizy fusionne avec Primat entre 1828 et 1871, pour former la commune d'Olizy-Primat. Ces communes refusionnent le 29 décembre 1974.

## Administration
| Période                                  | Période | Identité | Étiquette | Qualité |
| ---------------------------------------- | ------- | -------- | --------- | ------- |
| Les données manquantes sont à compléter. |         |          |           |         |
|                                          |         |          |           |         |

## Démographie
| 1793 | 1800 | 1806 |
| ---- | ---- | ---- |
| 37   | 28   | 30   |

Histogramme

(élaboration graphique par Wikipédia)